# أوركسترا غرفة موسكو
 

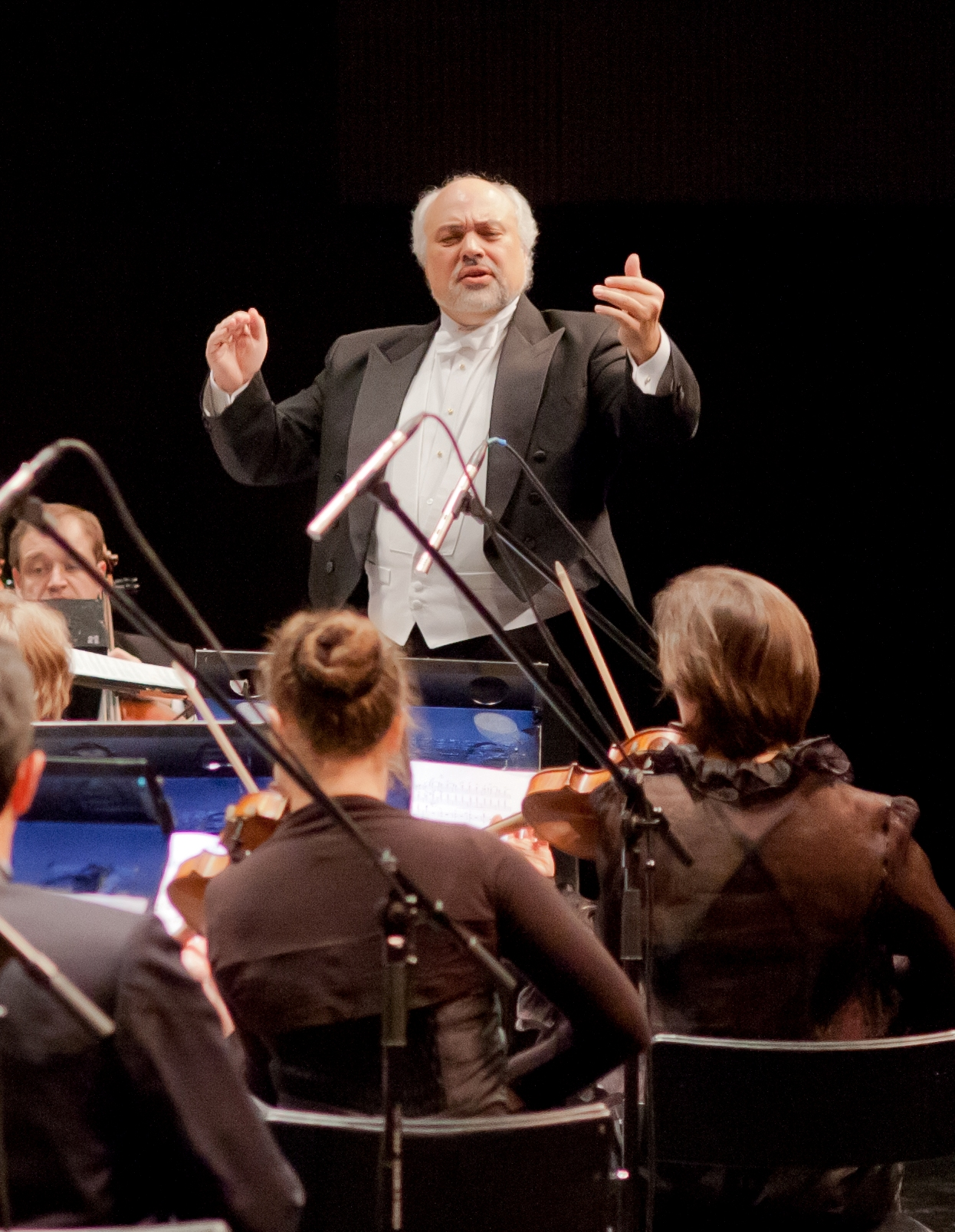
قسطنطين أوربيليان - قائد الفرقة الموسيقية وعازف البيانو الشهير

أوركسترا حجرة موسكو MCO هي أوركسترا حجرة تدار تحت رعاية أوركسترا موسكو الفيلهارمونية وهي مؤسسة تديرها الدولة، وكانت في السابق تحت رعاية وزارة الثقافة الاتحاد السوفيتي والآن وزارة الثقافة في الاتحاد الروسي.
قدمت أوركسترا حجرة موسكو عروضها في جميع أنحاء روسيا ودول أوروبا الشرقية الأخرى. تأسست الأوركسترا عام 1955 على يد رودولف بارشايلعبت أوركسترا حجرة موسكومنذ ذلك الحين في أكثر من ثمانين دولة وقامت بالعديد من ملايين الحفلات الموسيقية الحية في جميع أنحاء العالم.

## روابط خارجية
- قصة برشاي من الصفحة الرئيسية
- Classical-music.com - موقع الموسيقى الرسمي لمجلة بي بي سي ميوزيك
- نعي برشاي
- ناكسوس
- أوركسترا غرفة موسكو على شبكة الإنترنت
- السيرة الذاتية لإيجور بيزرودني (بالروسية)